# ASV Wuppertal
ASV Wuppertal is een Duitse sportclub uit Wuppertal, Noordrijn-Westfalen. De club ontstond op 11 juni 1970 door een fusie van Eintracht Wuppertal, VfB Wuppertal, Viktoria Wuppertal en SSVg Barmen. De club is actief in onder andere voetbal, basketbal, boksen, handbal, judo, atletiek, zwemmen, dansen, tafeltennis, turnen en volleybal.

## Voetbal
De voetbalafdeling startte in de Landesliga, toen vierde klasse en promoveerde in 1976 naar de Verbandsliga en daarna naar de ingevoerde Oberliga dat nu de derde klasse werd. Na twee degradaties op rij belandde de club in 1981 terug in de Landesliga en waar ze tot 2003 speelden met twee seizoenen onderbreking. Na een aantal jaar Bezirksliga promoveerde de club in 2009 weer naar de Landesliga, maar moest na één seizoen weer een stapje terugzetten. In 2012 promoveerde ASV opnieuw, maar slechts voor één seizoen. 